# Laura Craig McNellis
Laura Craig McNellis (* 8. September 1957 in Nashville, Tennessee) ist eine US-amerikanische Künstlerin der Art brut.

## Leben
Laura Craig McNellis wuchs in Nashville als jüngste von vier Schwestern auf. Schon früh fielen im Kleinkindalter ihre Entwicklungsstörungen auf und es wurde eine schwere geistige Behinderung sowie Autismus diagnostiziert. Zu diesem Zeitpunkt kauften ihre Eltern ein großes Haus, in dem sie bis zu deren Tod Ende der 1980er Jahre lebte. Entgegen dem gesellschaftlichen Druck, sie in ein Heim zu geben, lebte sie in der Familie, wurde in ihren künstlerischen Neigungen gefördert und größtenteils zu Hause unterrichtet. Sie malte von klein auf regelmäßig mit Temperafarben und Filzstift auf unbedrucktem Zeitungspapier, das ihr Vater stapelweise von seiner Arbeitsstelle als Sortierer bei der Post mitbrachte. McNellis lebt mittlerweile in einem Heim für geistig behinderte Menschen.
Im Laufe der Jahre eignete sie sich ein begrenztes gesprochenes Vokabular an, aber ihre Sprache wird nur von ihr nahestehenden Personen verstanden. Sie kann nicht lesen und ist „im Großen und Ganzen Analphabetin, unfähig, Verbindungen zwischen Laut- und Schriftsprache herzustellen“. Dennoch ließ sie als junges Mädchen ihre Mutter wichtige Dinge und Ereignisse in ihrem Leben in Klappkalender schreiben, die sie dann gerne mit der Hand nachzeichnete. Ihre Einbeziehung von Buchstaben in ihren heutigen Werken kann als „ein Beweis für die Ernsthaftigkeit ihres Strebens nach Kommunikation trotz ihres begrenzten Zugangs zur Sprache“ gesehen werden.

## Werk
McNellis malt nur Dinge aus der sie unmittelbar umgebenden Umwelt. Ihr Themenrepertoire entsteht „aus dieser Art des Dialogs mit der unmittelbaren Realität und der greifbaren Erfahrung“. Auf den in ihrem Elternhaus in Schubladen oder auf dem Dachboden gelagerten erhaltenen Bildern bis zu den 1980er Jahren hielt sie Räume und Objekte aus diesem Haus fest. Andere Bildmotive sind Interpretationen architektonischer Räume oder wertvoller Besitztümer, so dass ein persönliches „visuelles Lexikon“ ihres Lebens entstanden ist. Ihre Bilder zeigen eine breit gefächerte Sammlung von Alltagsgegenständen, wie gemusterte oder geblümte Kleidungsstücke, Wärmeflaschen, Eistüten, Kuchenstücken, Bowlingkegeln, Aufklebern, Porträts von Menschen, Tieren und ihrer geliebten Puppe „Old Dolly“, Tische mit Getränken und Speisen, wie etwa ein Fischessen. Oft stellt ein Bild eine Episode aus ihrem Alltag dar. Manchmal entwickelt sie aus einem bestimmten sie faszinierenden Ereignis eine Reihe von Werken. Ihre Bilder wurden so zu ihrem Mittel des persönlichen Ausdrucks. „Ihre scharfe Beobachtungsgabe ermöglicht es ihr, die Menschen, Gegenstände und Ereignisse, denen sie begegnet, beredt darzustellen. Ihre Kunst macht deutlich, dass die Künstlerin eine andere, aber keineswegs reduzierte Welt wahrnimmt“.
In ihren frühen Arbeiten dominierten Alltagsgegenstände und Gebäude, danach folgte eine Hinwendung zu detailreichen originalgroßen Bildern von Kleidungsstücken. Anschließend begann sie, puppengroßen Kleider anzufertigen, die sie immer wieder zerlegt, um Anpassungen vorzunehmen. Möglicherweise entspringt der Antrieb für ihre Werke dem Wunsch, eine „dynamische Parallelwelt“ für ihre Puppe Dolly zu schaffen, die sie seit ihrer Kindheit hegt und pflegt, der sie aber eine gewisse Verehrung und übernatürliche Ehrfurcht entgegenbringt.
McNellis arbeitete lange ausschließlich auf unbedrucktem Zeitungspapier und lehnte alle Angebote von Leinwand oder besserem Papier ab. Normalerweise zeichnet sie das gewünschte Motiv vor, entweder aus dem Gedächtnis oder sie geht zwischen Objekt und Skizze hin und her, bis sie mit dem Detailgrad zufrieden ist. Zunächst legt sie mit schnellen Pinselstrichen die Umrisse fest, die sie oft mit einem farbigen Filzstift vorgezeichnet hat, um dann mit Aquarell- und Temperafarben die Flächen farbig zu gestalten. Die Arbeiten sind zweidimensional ausgeführt, ohne Schattierungen oder perspektivische Darstellung, beschreiben aber dreidimensionale Objekte. Bei der weiteren Bearbeitung mit Temperafarben werden viele der anfänglichen Details überdeckt. „McNellis’ Farbgebrauch ist intensiv und aufmunternd, ebenso wie ihre dicken, fließenden Linien und die kühnen Formen.“
Den unteren Rand der fertigen Bilder beschreibt McNellis mit großen, wechselnden Buchstabenfolgen, manchmal schneidet sie auch das Innere der „Os“ aus. Meist beschneidet sie alle Ecken eines Gemäldes, achtet aber darauf, ein Fragment der leuchtend gelben Sonne zu erhalten, die sie fast immer in der oberen rechten Ecke platziert hat. Ein weiteres wiederkehrendes Motiv in ihrem Werk sind kleine Wolken, die den oberen Rand eines jeden Bildes säumen, obwohl McNellis ansonsten kein Interesse an Hintergründen hat. Wenn ein Werk fertig ist, faltet McNellis es zusammen und bewahrt es auf. Ihr Augenmerk liegt nicht auf den fertigen Bilden, sondern vor allem auf dem Prozess des Malens selbst und auf der Planung des nächsten Bildes.
2016 wurde sie für ihr künstlerisches Schaffen mit dem „Wynn Newhouse Award“ der Samuel I. Newhouse Foundation ausgezeichnet. Werke von ihr befinden sich in der Collection de l’Art Brut in Lausanne, der Keen Collection of Outsider Art at Bethany Mission, dem High Museum of Art und der abcd / Bruno Decharme collection in Paris.

## Ausstellungen (Auswahl)
- 2022: We Are Made of Stories: Self-Taught Artists in the Robson Family Collection. Smithsonian American Art Museum, Washington, D.C.[13]
- 2019: Laura Craig McNellis – Ode to Dolly. Shrine Gallery, New York[4]
- 2016: Structures. Galerie Ricco/Maresca, New York
- 2012: Out of the closet. Galerie Ricco/Maresca, New York
- 2011: Museum of Everything, Exhibition #4, Selfridges, London
- 2009: Laura Craig McNellis. Galerie Ricco/Maresca, New York
- 2009: try me – six american artists. Art/Brut Center Gugging, Gugging[14]
- 2004: Inside Out: 1970–2003. Intuit: The Center for Intuitive and Outsider Art, Chicago[15]
- 2002: Newark Museum, Newark
- 2002: Arts Center of Henderson County, Hendersonville
- 1999: Laura Craig McNellis. Night work. Galerie Ricco/Maresca, New York
- 1997: John F. Kennedy Center, Nashville
- 1993: Galerie Karsten Greve, Köln
- 1992: Laura Craig McNellis. Galerie Ricco/Maresca, New York[2][16]